# F.C. United of Manchester
FC United er en engelsk fodboldklub fra Manchester, der spiller i den 6. bedste engelske række, National League North. Klubben spiller hjemmekampe på Broadhurst Park i Moston, Greater Manchester.
Klubben blev dannet i protest over at amerikaneren Malcolm Glazers overtagelse af Manchester United og de problemer det ifølge folkene bag FC United medførte. Dette har medvirket til en bred support af FC United, både lokalt, nationalt og internationalt.[kilde mangler]
Oprindeligt ville man have registreret klubben ved navnet "FC United", men det godtog og godkendte det engelske fodbolbforbund FA ikke. Man valgte således navnet "FC United of Manchester", og det daglige navn "FC United", har derfor været ligetil og hele tiden været eksisterende.
| Fodbold | Spire Denne artikel om en fodboldklub er en spire som bør udbygges. Du er velkommen til at hjælpe Wikipedia ved at udvide den. |

53°31′0.12″N 2°10′49.44″V / 53.5167000°N 2.1804000°V